# 휘안석

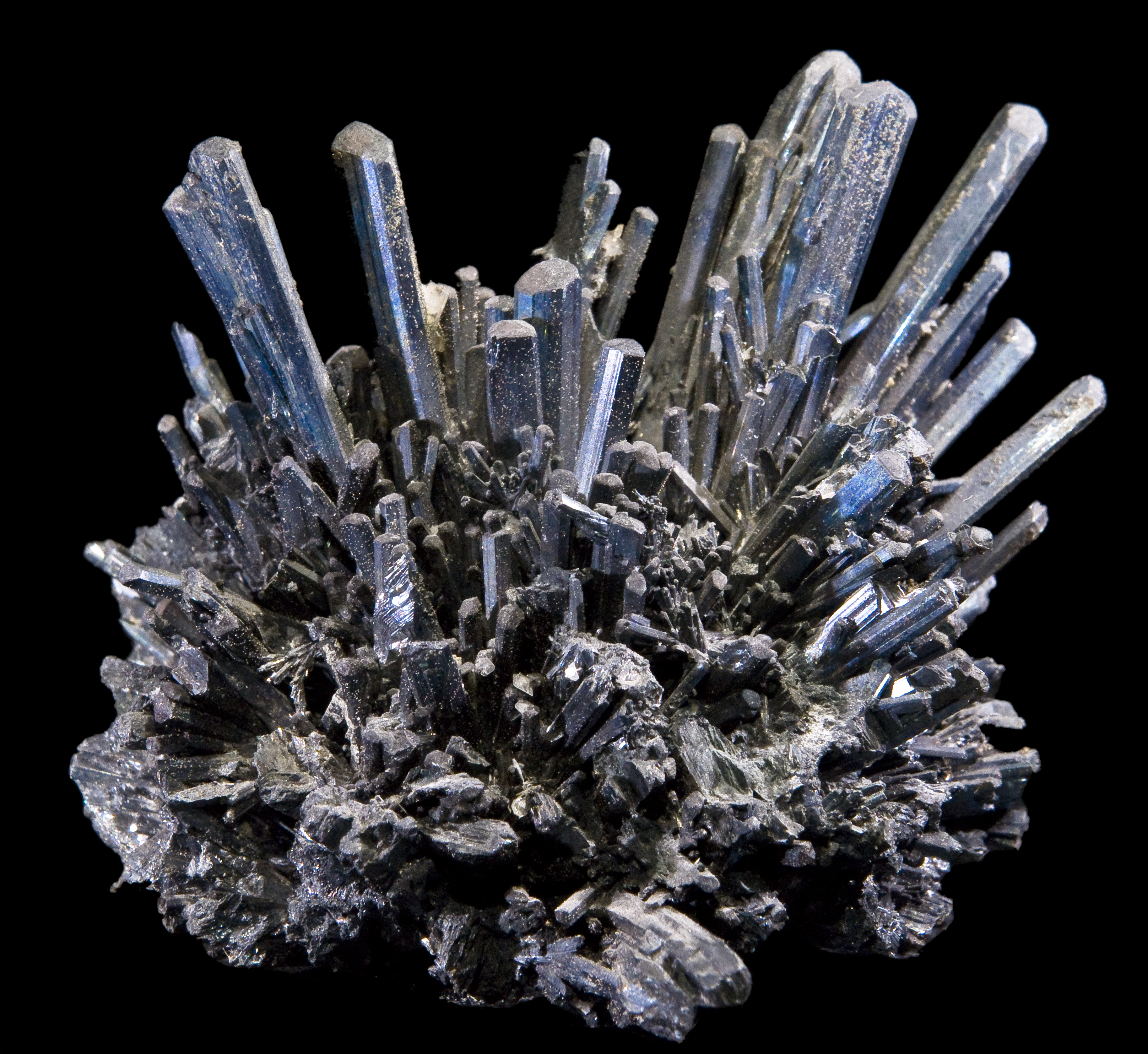

휘안석(輝安石, Stibnite)은 황화안티몬 광물이다. 화학식은 Sb2S3. 안티몬 금속을 주로 이 광물로부터 얻는다.

## 같이 보기
- 광물 목록